# خوانگ شیائومینگ
خوانگ شیائومینگ (چینی: 黃曉明؛ زادهٔ ۱۳ نوامبر ۱۹۷۷) بازیگر، خواننده و مدل اهل چین است.
او در سریال بازگشت عقاب‌های مبارز بازی کرده است.

## فیلم
| سال  | نام               | نقش         |
| ---- | ----------------- | ----------- |
| ۲۰۰۹ | تک‌تیرانداز        | لینگ جینگ   |
| ۲۰۰۹ | پیام              | تاکِدا       |
| ۲۰۱۰ | ایپ من ۲          | هوانگ لیانگ |
| ۲۰۱۰ | قربانی            | هان جوئه    |
| ۲۰۱۳ | علائم خشم         | نقش کوتاه   |
| ۲۰۱۵ | گذرگاه            | لِی ییفانگ   |
| ۲۰۱۶ | شوان‌زانگ          | شوان زانگ   |
| ۲۰۱۶ | لیگ خدایان        | یانگ جیان   |
| ۲۰۱۸ | نقشه فرار ۲: جهنم | شو          |